# Villiers-sur-Orge
Villiers-sur-Orge település Franciaországban, Essonne megyében. Lakosainak száma 4576 fő (2022. január 1.). Villiers-sur-Orge Ballainvilliers, Épinay-sur-Orge, Longpont-sur-Orge és Sainte-Geneviève-des-Bois községekkel határos.

## Népesség
A település népessége az elmúlt években az alábbi módon változott:
| Lakosok száma | 4220 | 4442 | 4590 | 4548 | 4592 | 4600 | 4592 | 4584 | 4576 |
|               | 2013 | 2015 | 2016 | 2017 | 2018 | 2019 | 2020 | 2021 | 2022 |